# Dicranum mayrii
Dicranum mayrii är en bladmossart som beskrevs av Brotherus 1899. Dicranum mayrii ingår i släktet kvastmossor, och familjen Dicranaceae. Inga underarter finns listade i Catalogue of Life.